# Tarczek
Tarczek – wieś (dawniej miasto) w Polsce, położona w województwie świętokrzyskim, w powiecie starachowickim, w gminie Pawłów.
W miejscowości wydzielono dwa sołectwa: Tarczek Górny i Tarczek Dolny.
Tarczek uzyskał lokację miejską w 1257 roku, zdegradowany do roli wsi został w 1342 roku. Do 1954 roku istniała gmina Tarczek. W latach 1975–1998 miejscowość położona była w województwie kieleckim.
Miejscowość jest siedzibą parafii św. Idziego Opata. W strukturze kościoła rzymskokatolickiego parafia należy do metropolii krakowskiej, diecezji kieleckiej, dekanatu bodzentyńskiego.

## Położenie
Tarczek położony jest w Górach Świętokrzyskich na północ od pasma Łysogór. Znajduje się w Dolinie Bodzentyńskiej, u stóp Pasma Bostowskiego, które jest wschodnim przedłużeniem Pasma Klonowskiego. Przez wieś przepływa rzeka Psarka.
Miejscowość znajduje się ok. 5 km na wschód od Bodzentyna. Przez wieś przebiega droga wojewódzka nr 752 z Górna do Rzepina, łącząca Starachowice z Kielcami.
Przez wieś przechodzi  zielony szlak turystyczny ze Starachowic do Łącznej oraz  czerwony szlak rowerowy z Cedzyny do Nowej Słupi.

## Części wsi
| SIMC    | Nazwa              | Rodzaj    |
| ------- | ------------------ | --------- |
| 0261077 | Na Dworskiem       | część wsi |
| 0261083 | Parcele            | część wsi |
| 0261090 | Stara Wieś         | część wsi |
| 0261108 | Tarczek Dolny      | część wsi |
| 0261114 | Tarczek Poduchowny | część wsi |
| 0261120 | Zagórze            | część wsi |

## Historia
Tarczek jest jednym z najstarszych osiedli w regionie. Już we wczesnym średniowieczu istniała tu osada targowa, nazwana z czasem Starym Targiem, później Tarżkiem, a wreszcie Tarczkiem. Od końca XI w. był własnością biskupów krakowskich i ośrodkiem administracyjnym ich dóbr. Znajdował się tu dwór biskupi i niewielki kościółek wzniesiony podobno już w 1067 r. W 1227 r. biskup Iwo Odrowąż, na mocy przywileju Leszka Białego, osadził w okolicach Tarczka osadników niemieckich. Od 1259 r. Tarczek posiadał prawa miejskie. Był siedzibą kasztelanii - jednej z czterech, pozostających wówczas w rękach biskupów krakowskich. W 1275 r. przywileje dla targowisk w Tarczku i Iłży posłużyły jako wzór swobód dla targowiska w należącej do wąchockich cystersów Wierzbicy. W 1244 r. osada została spalona i złupiona przez Konrada mazowieckiego. W 1268 r. przechodzili tędy Litwini.

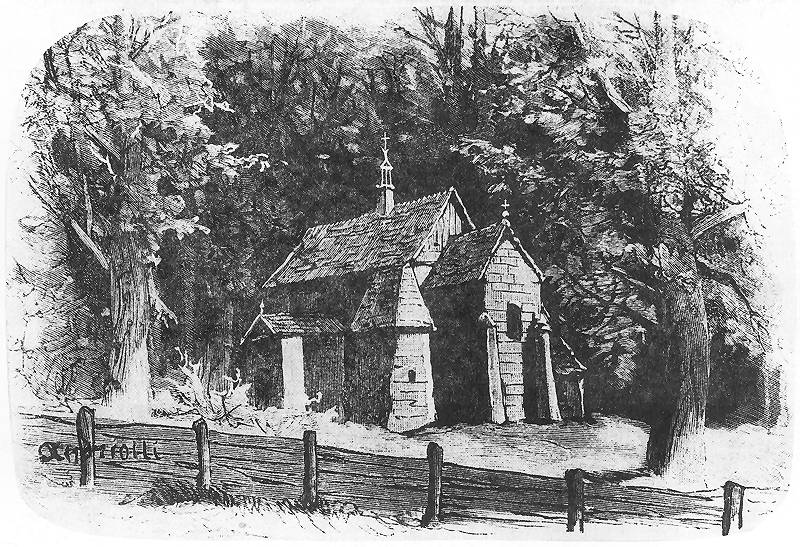
Kościół w Tarczku, drzeworyt Michała Andriollego z 1895

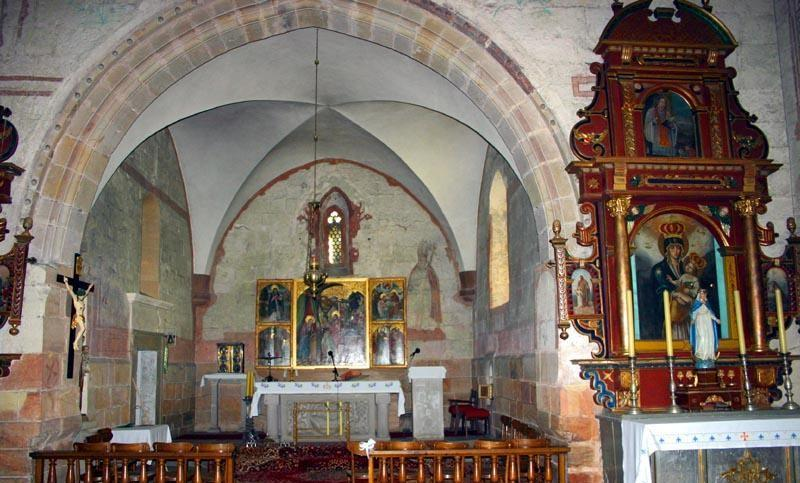
Wnętrze kościoła

Tarczek stracił swoje znaczenie gdy biskup Bodzanta założył w pobliżu (na gruntach Tarczka) nowe miasto Bodzentyn, do którego przeniósł targowisko oraz ośrodek administracyjny. W roku 1412 biskup krakowski Piotr oddaje wieś Tarczek na własność miastu Bodzentynowi, a kmieci pod władzę urzędu miejskiego (Kodeks katedry krakowskiej t.II s.361)
W XV w. Jan Długosz o Tarczku pisał, że było tu niegdyś znaczne miasto biskupie (oppidum notabile). Kościół miał tu założyć według Długosza Władysław I Herman. W połowie XV w. Tarczek był wsią biskupią posiadającą 12 łanów ziemi, z których dziesięcinę o wartości 12 grzywien oddawano biskupom krakowskim. W 1581 r. było tu 21 osadników, 11 łanów, 1 ogrodnik i 3 komorników.
Według spisu miast, wsi, osad Królestwa Polskiego z 1827 roku wieś miała 31 domów i 229 mieszkańców. Pod koniec XIX w. Tarczek był siedzibą gminy. Były tu 52 domy i młyn wodny, na rzece Psarce. Wieś zamieszkiwało 378 osób. W Tarczku było 520 morgów ziemi włościańskiej i 520 morgów ziemi folwarcznej.

## Powstanie styczniowe
W dniu 29 X 1863 r. powstańcy pod dowództwem gen. Józefa Haukego-Bosaka stoczyli bitwę, która rozpoczęła się na polach wsi Jeziorko, ale walki objęły również teren Grabkowa, Tarczka, Śniadki, Bronkowic, Radkowa, po Sieradowice.
W wyniku walk poległo 22 powstańców, w tym 9 zginęło w Tarczku. Akta Stanu Cywilnego parafii Tarczek z roku 1863 zawierają 9 wpisów zgonów powstańców, uczestników bitwy 29 X 1863 r.
Ks. Sebastian Zborowski (ówczesny proboszcz) zapisał:

m.in.: w dniu dwudziestym dziewiątym bieżącego miesiąca i roku o godzinie dziewiątej rano poległ w bitwie powstaniec Felix Langman v. Francuz uznawali go że ma pochodzić z Wieliczki lat około dwudziestu ośmiu mający ... [akt nr 34/1863],... o godzinie dziewiątej rano poległ w bitwie Powstaniec na polu plebanii Tarczek, około lat czterdzieści mający, nazwiska i imienia niewiadomo, mówią ża ma pochodzić z Krakowa [akt nr 35/1863],... poległ w bitwie Powstaniec nad rzeką Luboszą na gruncie plebanii Tarczek Felix Grabowski około lat 20 mający, mówią że ma być rodem z Warszawy [akt nr 36/1863],

## Zabytki
- Romański kościół pw. św. Idziego z pierwszej połowy XIII w. Powstał prawdopodobnie na miejscu kościoła z XI w. fundacji Władysława Hermana. Jest to budowla orientowana, jednonawowa, wzniesiona z ciosów piaskowcowych. Zachowały się romańskie mury obwodowe, z wyjątkiem fasady zachodniej, przebudowanej w XVI w. W południowej ścianie prezbiterium znajduje się fragment fryzu plecionkowego, w kruchcie późnogotycki portal. Gotyckie sklepienie prezbiterium zostało zrekonstruowane po wojnie. W kościele zachowały się resztki późnorenesansowej polichromii z przełomu XVI i XVII w. Wewnątrz znajduje się też gotycka płaskorzeźba z XVI w., renesansowy tryptyk z ok. 1540 r. w ołtarzu głównym oraz romańska chrzcielnica. Pozostałe wyposażenie pochodzi z XVII i XVIII w. Obok kościoła znajduje się dzwonnica z początku XIX w. Kościół został wpisany do rejestru zabytków nieruchomych (nr rej.: A.819 z 8.02.1993)[9].
- Cmentarz parafialny z pomnikami przyrody: trzema 300-letnimi lipami i dwiema topolami w wieku 200 lat. (Nr rej.: A.819 z 8.02.1993)[9].
- Pozostałości parku podworskiego. Zachował się fragment alei złożonej z ośmiu 300-letnich dębów i pięciu 300-letnich wiązów. (Nr rej.: A.820 z 9.12.1957)[9].
- Murowana kapliczka z XVIII w. na polach pomiędzy Tarczkiem a Bodzentynem. Według tradycji stoi na miejscu bitwy stoczonej z Tatarami 19 marca 1241 r.

## Osoby związane z Tarczkiem
- Wojciech Świątkiewicz – kanonik, profesor seminarium duchownego w Kielcach, proboszcz parafii rzymskokatolickiej w Busku Zdroju. W 1812 r. w kościele w Tarczku przyjął sakrament chrztu.